# Betty Hutton

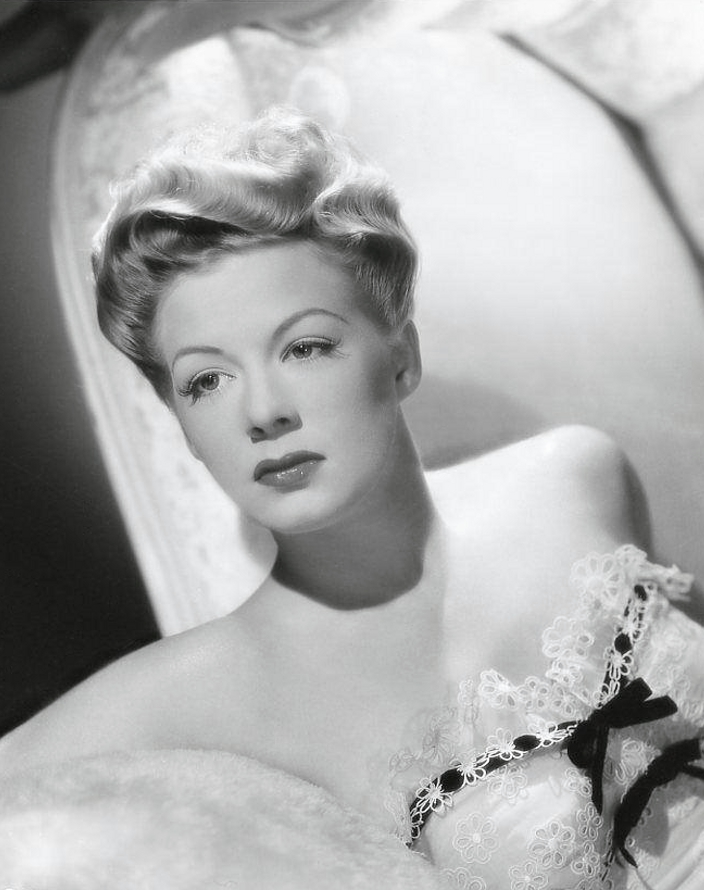
Betty Hutton (1943)

Betty Hutton (* 26. Februar 1921 in Battle Creek, Michigan; † 11. März 2007 in Palm Springs, Kalifornien; eigentlich Elizabeth June Thornburg) war eine US-amerikanische Schauspielerin, Sängerin und Entertainerin. Sie galt in den 1940er- und 1950er-Jahren insbesondere durch Musicals und Komödien als Hollywood-Star, in dieser Zeit war sie auch eine der populärsten Sängerinnen der USA.

## Leben

### Frühes Leben und erste Erfolge
Betty Hutton musste nach dem frühen Tod ihres Vaters bereits als Kind als Sängerin die Familie unterstützen. Im Alter von 13 Jahren tourte sie als Sängerin in Musikkapellen durch die USA und erlangte schließlich mit dem Orchester von Vincent Lopez gegen Ende der 1930er eine gewisse Bekanntheit. Ihre unnachahmliche, energiegeladene Vortragsweise trug ihr den Spitznamen „Blonde Bombshell“ ein und ermöglichte ihr 1940, am Broadway Erfolge zu feiern. Ihr Auftritt in der Revue Panama Hattie brachte ihr im Folgejahr einen Studiovertrag mit Paramount Pictures ein. 

### Große Erfolge in den 1940er- und 1950er-Jahren
Hutton wurde rasch beliebt als Interpretin von stimmungsvollen Liedern. Sie spielte meist völlig überdrehte Kellnerinnen und Showgirls in speziell auf sie zugeschnittenen Filmen. Erst Preston Sturges erkannte ihr Talent für Komödien und setzte sie 1944 in Sensation in Morgan’s Creek ein, in dem Hutton eine Telefonistin spielt, die nach einer turbulenten Abschiedsparty für junge Soldaten entdeckt, dass sie schwanger ist, sich aber nicht an den Vater erinnern kann.
Nach dem Krieg baute das Studio Hutton als Antwort auf Judy Garland auf und gab ihr Rollen in aufwändig produzierten Technicolor-Musicals wie Incendiary Blonde über das Leben des Nachtclubstars Texas Guinan und besonders Pauline, laß das Küssen sein mit Hutton als Stummfilmstar Pearl White. Betty Hutton war auf dem Höhepunkt ihrer Karriere eine der bekanntesten Sängerinnen der Vereinigten Staaten. In den Jahren 1944 bis 1947 gelangen ihr fünf Top-10-Hits, darunter Doctor, Lawyer, Indian Chief, der an die Spitze der US-Charts gelangte. Ihre weiteren Hits waren im Jahr 1944 His Rocking Horse Ran Away und It Had to Be You, 1945 Stuff Like That There. Ihr letzter Plattenerfolg war der Frank-Loesser-Song I Wish I Didn’t Love You So im Jahr 1947.
Ihren größten Filmerfolg hatte sie 1950, als sie von der kollabierten Judy Garland die Hauptrolle in der von Unglücksfällen geplagten Produktion von Duell in der Manege bei MGM übernahm. Der Film wurde das kommerziell erfolgreichste aller Musicals, die MGM bis dahin produziert hatte, und Hutton kehrte als größter Star des Jahres zu Paramount zurück. Allerdings lagen Hutton und das Studio oft im Streit, auch verstärkte sich die emotionale Instabilität der Schauspielerin während dieser Zeit immer mehr. Sie stritt sich endlos mit den Produzenten und war nur mit allergrößter Mühe dazu zu bewegen, die weibliche Hauptrolle in dem Zirkusfilm Die größte Schau der Welt zu übernehmen, für den Cecil B. DeMille 1952 den Oscar in der Kategorie Bester Film erhielt. Der Streit mit dem Studio eskalierte während der Dreharbeiten zu Somebody Loves Me, einer Filmbiografie über die Sängerin Blossom Seely, worauf Hutton aus ihrem laufenden Vertrag ausstieg. Einer der Gründe für das Zerwürfnis lag in der Weigerung des Studios, Huttons damaligen Ehemann als Regisseur für ihre Filme einzusetzen. 
Ihren letzten Auftritt vor einer Filmkamera hatte sie 1957 in dem Film Spring Reunion, danach war ihre Karriere in Hollywood praktisch beendet.

### Krisen, späteres Leben und Familie

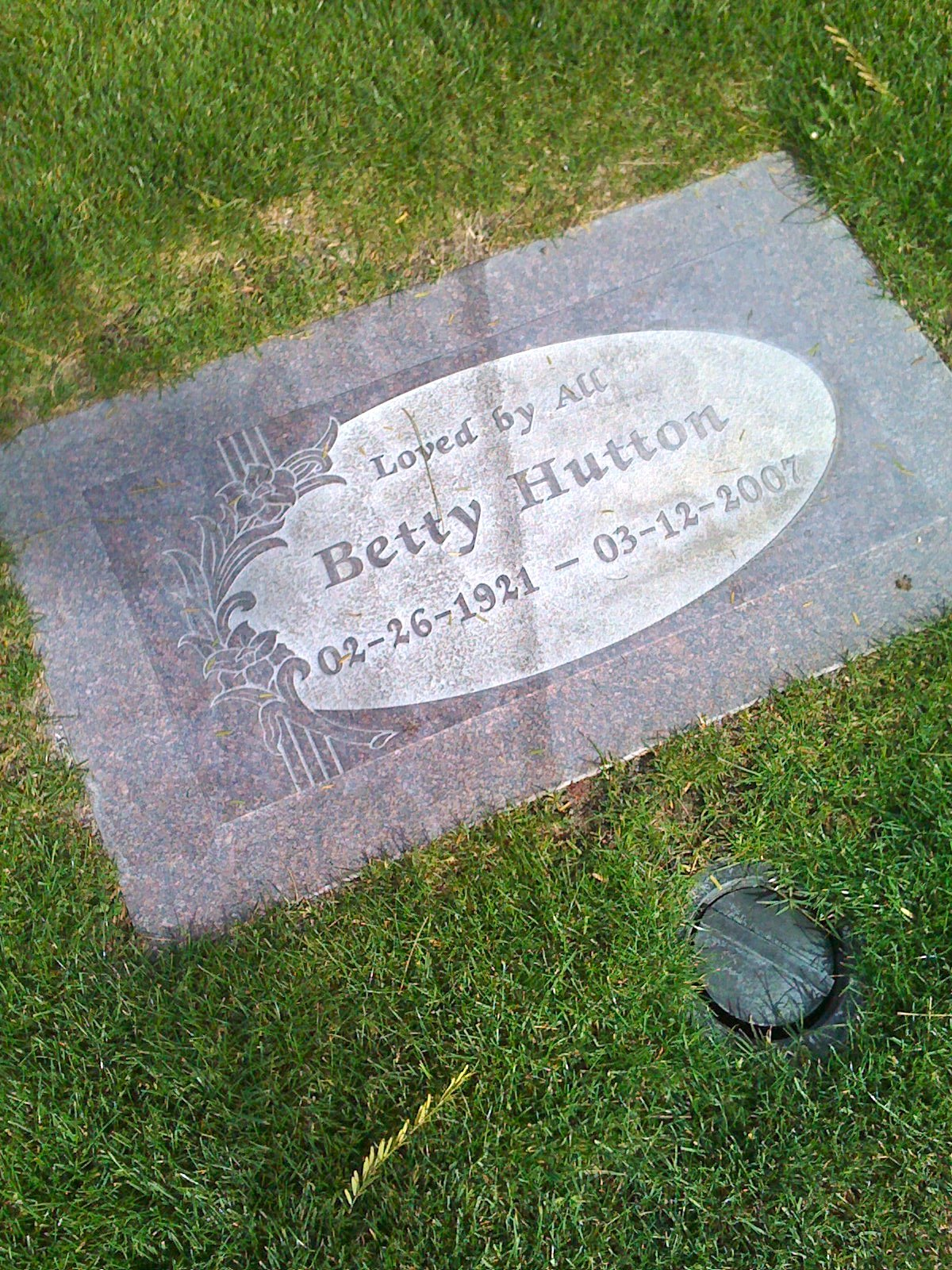
Huttons Grab auf dem Desert Memorial Park Cemetery in Cathedral City

Hutton, die während ihrer Karriere fast 20 Millionen Dollar verdient hatte, war in den Folgejahren von einer hartnäckigen Schulterverletzung, Depressionen, Medikamentenmissbrauch, Alkoholismus und einem turbulenten Privatleben geplagt. Etliche Comeback-Versuche sowohl im Fernsehen als auch in Las Vegas endeten meist im Desaster. 1967 war Hutton bankrott; in den 1970er-Jahren lebte und arbeitete sie völlig zurückgezogen vom Showgeschäft als Köchin in einem katholischen Pfarrhaus in Rhode Island.
1980 feierte sie ein kleines Comeback als Schauspielerin in dem Broadway-Musical Annie und absolvierte in dieser Zeit auch wieder Auftritte in Nachtclubs. Sie studierte, inzwischen über 60 Jahre alt, am Salve Regina College und erwarb einen Master in Psychologie. In den späten 1980er-Jahren unterrichtete sie Komödienschauspiel und Mündliche Interpretation am Emerson College. In späteren Jahren gab Hutton gelegentlich in Interviews Auskunft über ihr wechselhaftes Leben.
Betty Hutton war dreimal verheiratet, in dritter Ehe von 1960 bis 1967 mit dem Jazz-Trompeter Pete Candoli, der sie auch bei musikalischen Auftritten begleitete. Sie bekam drei Töchter, wobei zwei aus der ersten und eine aus der dritten Ehe stammten. Hutton starb 2007 im Alter von 86 Jahren in ihrem Appartement in Palm Springs an Darmkrebs.

## Rezeption
In dem Roman The Valley of the Dolls (dt. Das Tal der Puppen) verarbeitete die Autorin Jacqueline Susann eine bekannte Geschichte um Hutton. Während der Arbeiten zu Panama Hattie, einem großen Bühnenerfolg für Ethel Merman, verlangte diese direkt am Abend vor der Premiere, dass die beste Nummer von Hutton ersatzlos gestrichen werden sollte, da sie ihr sonst die Schau stehlen würde.

## Filmografie
- 1942: The Fleet’s In
- 1942: Star Spangled Rhythm
- 1943: Happy Go Lucky
- 1943: Let’s Face It

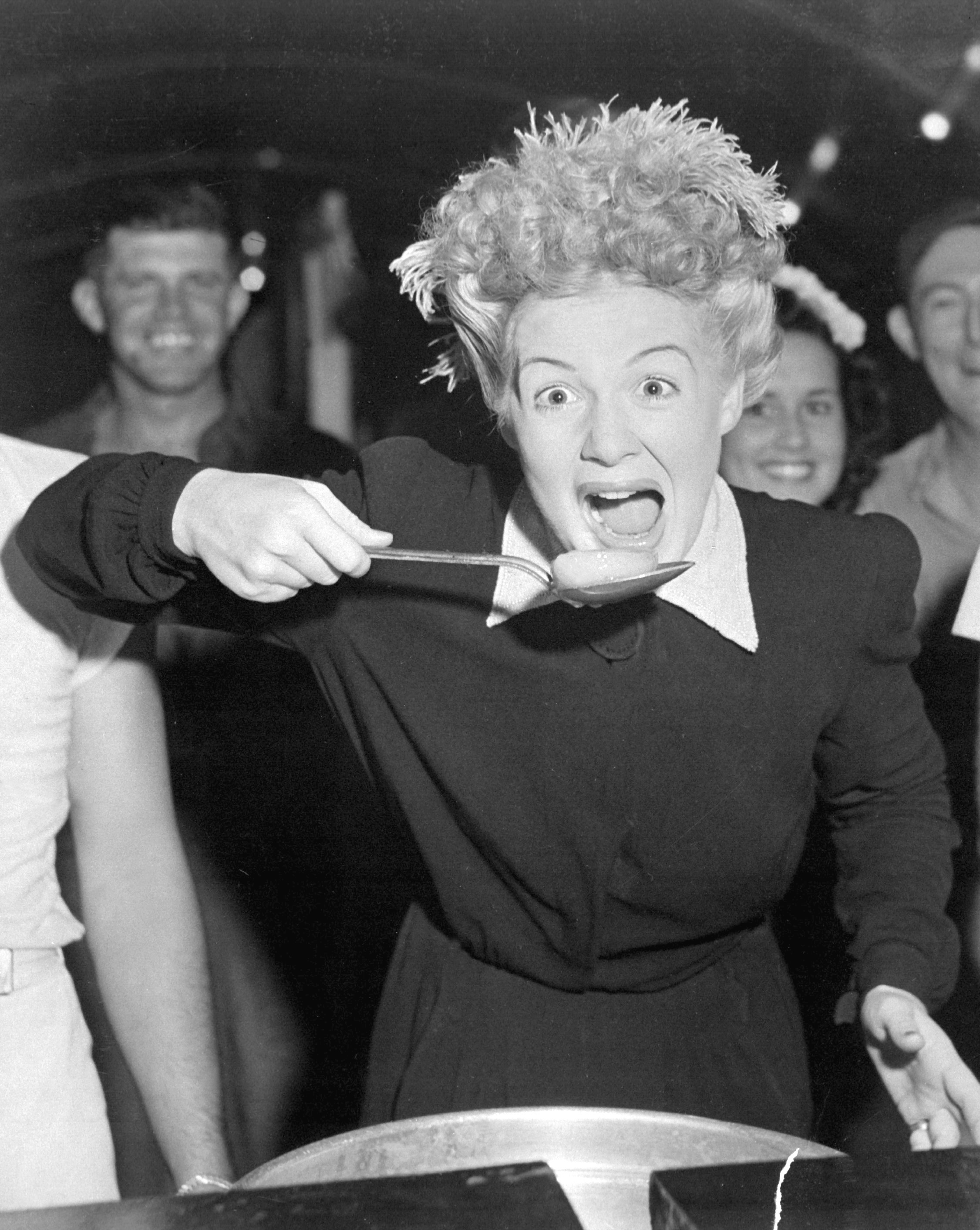
Betty Hutton (1944)

- 1944: Sensation in Morgan’s Creek (Miracle of Morgan’s Creek)
- 1944: And the Angels Sing
- 1944: Here Come the Waves
- 1945: Incendiary Blonde
- 1945: The Stork Club
- 1946: Cross My Heart
- 1947: Pauline, laß das Küssen sein (The Perils of Pauline)
- 1948: Dream Girl
- 1949: Red, Hot and Blue
- 1950: Duell in der Manege (Annie Get Your Gun)
- 1950: Tanzen ist unser Leben – Let’s Dance (Let’s Dance)
- 1952: Die größte Schau der Welt (The Greatest Show on Earth)
- 1952: Somebody Loves Me
- 1957: Spring Reunion

## Auszeichnungen
- 1944: Golden Apple Award als kooperativste Schauspielerin
- 1944: National Board of Review Award in der Kategorie Beste Darstellerin für Sensation in Morgan’s Creek
- 1950: Photoplay Award als populärster weiblicher Star für Duell in der Manege
- 1951: Nominierung für den Golden Globe Award in der Kategorie Beste Hauptdarstellerin – Komödie oder Musical für Duell in der Manege
- 1951: Laurel Award in der Kategorie Beste Darstellerin in einem Filmmusical für Duell in der Manege
- 1960: Stern auf dem Hollywood Walk of Fame in der Kategorie Film (6259 Hollywood Boulevard)